# Tony Bloom
Anthony Grant „Tony“ Bloom, MBE (* 20. März 1970 in Brighton) ist ein britischer Pokerspieler aus England und Fußballfunktionär von Brighton & Hove Albion. Seinen Spitznamen „The Lizard“ bekam er von einem alten Freund, der behauptete, Bloom habe Alligator-Blut.

## Pokerkarriere
Bloom trat bei Late Night Poker auf und saß bei den ersten beiden Austragungen der Poker Million am Finaltisch. Seinen ersten Hauptpreis, 426.500 Australische Dollar, gewann er im Januar 2004, als er das Main Event der Aussie Millions Poker Championship in Melbourne gewann. Anfang April 2004 saß der Brite am Finaltisch des Main Events der World Poker Tour in Reno und wurde Fünfter. Bloom setzte sich am 5. August 2005 beim VC Poker Cup in London durch und sicherte sich ein Preisgeld von 200.000 Pfund Sterling. 2005 belegte er beim World Series of Poker Tournament of Champions im Caesars Palace am Las Vegas Strip den vierten Platz und erhielt 150.000 US-Dollar. Er war 2006 Mitglied des siegreichen britischen Teams beim Poker Nations Cup. Mitte Januar 2009 wurde der Brite bei der A$100.000 Challenge der Aussie Millions Zweiter, was ihm 600.000 Australische Dollar einbrachte. Auch in den nächsten beiden Jahren erreichte er bei diesem Turnier den Finaltisch und belegte 2010 den mit 200.000 Australischen Dollar dotierten Rang, bevor er 2011 als Zweiter knapp eine Million Australische Dollar erhielt. Ende September 2022 gewann der Brite das in der Variante Pot Limit Omaha gespielte achte Turnier der Poker Masters im Aria Resort & Casino am Las Vegas Strip und sicherte sich eine Siegprämie von 360.000 US-Dollar.
Insgesamt hat sich Bloom mit Poker bei Live-Turnieren knapp 4 Millionen US-Dollar erspielt.

## Fußballtätigkeit
Bloom ist Fußballfunktionär von Brighton & Hove Albion. Im Juni 2018 übernahm er die Mehrheitsanteile an dem belgischen Fußballverein Royale Union Saint-Gilloise, der aktuell in der Division 1A spielt, von dem deutschen Geschäftsmann Jürgen Baatzsch. 2024 wurde er wegen seiner Verdienste im Fußball und für die Allgemeinheit in Brighton als Member of the Order of the British Empire (MBE) ausgezeichnet.